# 葉緑体

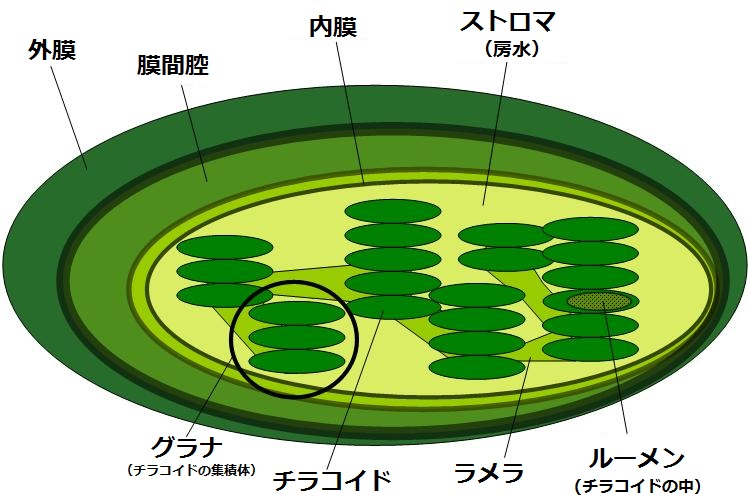
種子植物の葉緑体の構造 （外膜、内膜、ストロマ 、チラコイド、グラナム（＝グラナの単数形）、ラメラ、ルーメン）
葉緑体は回転楕円体を押しつぶしたような形をしている。二重の膜（Outer MembraneとInner Membrane）で囲まれた内部空間をストロマ (Stroma) と呼ぶ。ストロマを最も薄い緑色で示した。葉緑素は図中に多数描かれているチラコイド (Thylakoid) と呼ばれる円盤状の小胞に収められており、チラコイドは積み重なってグラナ (Granum) と呼ばれる塊にまとまっている。一部のチラコイドは細長く延びて複数のグラナ間を結んでいる。これをラメラ (Lamella) と呼ぶ。光合成によってチラコイド膜内部、すなわちルーメン (Lumen) の水素イオン濃度が高くなる。水素イオン濃度勾配を利用してチラコイド膜上に分布するATP合成酵素がADPから細胞のエネルギー源であるATPを合成する。

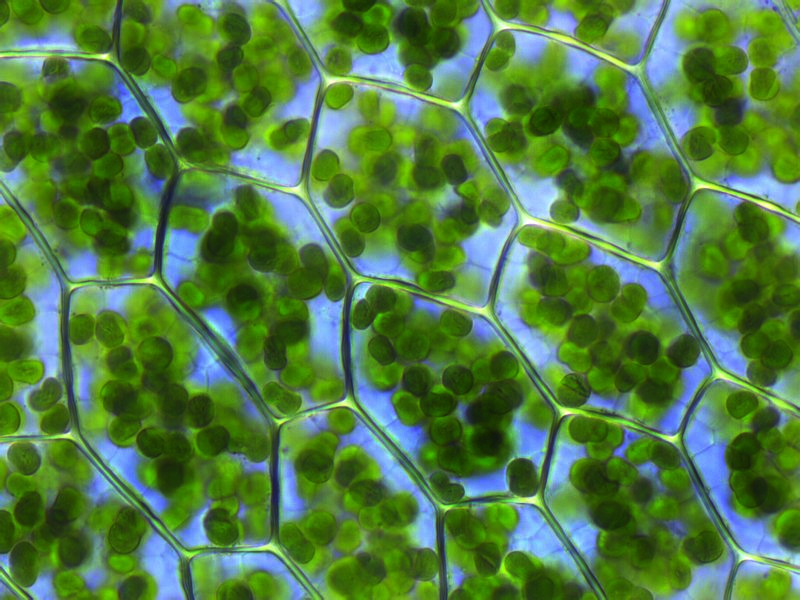
Plagiomnium affineの細胞内に見える葉緑体

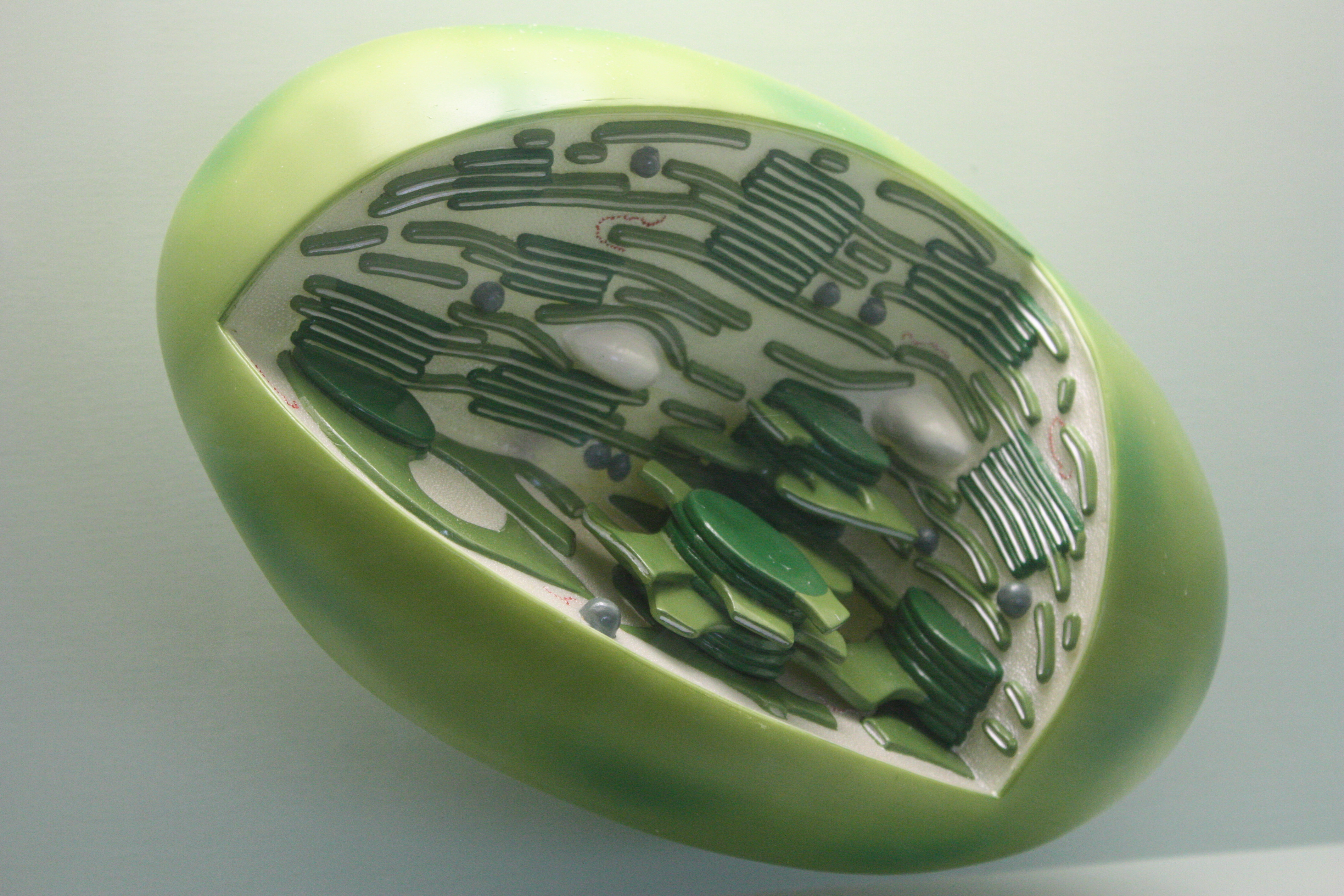
葉緑体の模型の一例

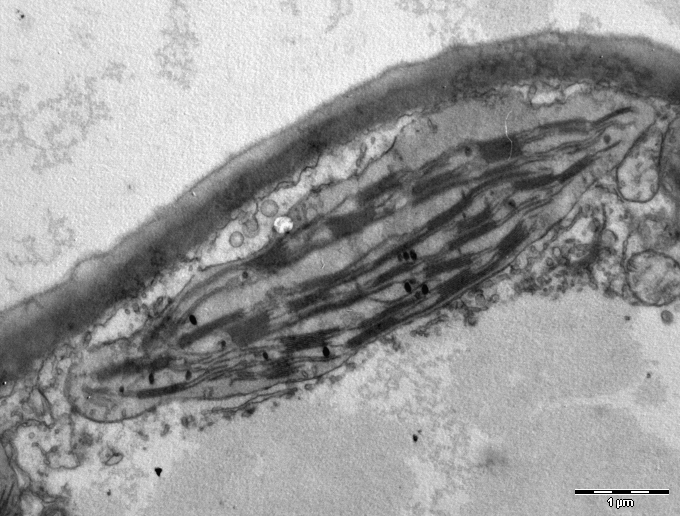
透過型電子顕微鏡による葉緑体の画像

葉緑体（ようりょくたい、英: Chloroplast）とは、光合成をおこなう、半自律性の細胞小器官のこと。カタカナでクロロプラストとも表記する。

## 概説
光合成生物にみられる細胞小器官であり、プラスチドの一種である。黄色のカロテノイドや多量のクロロフィルを含むので一般的には緑色に見える。ただし褐藻の葉緑体はクロロフィルのほかにフコキサンチンを持っているため褐色に、紅藻はフィコビリン色素をもっているため紅色に見える。
種子植物など一般的には葉緑体は植物の葉に存在するが、茎や枝、花弁や果実などの器官でも葉緑体が発達する場合がある。
体制が単純な藻類では、細胞ひとつあたり1個の球形の葉緑体を含んでいる。それが多細胞の紅藻、褐藻、緑藻などになってくるとカップ状、星状、螺旋形、板状など様々な形の大きな葉緑体を、1個ないし数個ほど含むようになる。これがさらに多細胞の緑藻や陸上植物ともなると、細胞ひとつあたり、通常10 - 数百個ほど含まれることになる。
その大きさや形状について言えば、多細胞植物の多くでは、直径が5 - 10µm程度厚さが2 - 3µm程度の凸レンズ形である。内部構造は掲載図を参照のこと。

## 一般的特徴
クロロフィル（葉緑素）等の光合成色素を含むので、はっきりした色があり、生体観察でももっとも確認しやすい細胞小器官である。
維管束植物の場合、葉緑体は、非光合成細胞では、色素体として存在する。色素体には、アミロプラスト、クロモプラスト、白色体などさまざまな種類があるが、すべての色素体は、二重の包膜で囲まれ、葉緑体DNAを持つことが特徴である。
葉緑体の形は分類群によって様々であるが、一般的には藻類において多様性が高い。高等植物のものは、ほとんどがやや扁平な円盤状である。藻類においては、様々な形のものが知られている。もっとも有名なのは、アオミドロにみられる、リボン型で円筒形の細胞内に螺旋状に入っているものであろう。他にも、星型になったホシミドロのものや、板状になって常に光の方に面を向けるサヤミドロのものなど、様々な形のものが知られている。
種子植物の場合、葉緑体の形は単純な円盤状である。大きさは直径約5µm程度、顕微鏡で見ると、細胞の外周に並んで見えることが多い。これは、細胞の中央部を液胞が占めているからでもある。原形質流動によって移動するのが見られる。
種子植物の葉緑体は外側を二重の膜によって覆われており、その内側の部分をストロマという。ストロマ内には、多数の膜でできた薄い袋状の構造が並んでいる。この袋をチラコイドと呼ぶ。多数の小さなチラコイドは積み重なった構造があちこちにあって、これをグラナという。
ストロマには独自のDNA（葉緑体DNA、cpDNA）が含まれ、それと対応して独自のリボソームがここに含まれている。チラコイド膜には、光合成色素や、光合成の光にかかわる反応に関する酵素が位置している。

## 働き
光合成が最もよく知られた主要な機能であるが、その他に窒素代謝、アミノ酸合成、脂質合成、色素合成など、植物細胞における代謝の重要な中心となっている。
独自のゲノムDNAやリボソームを持ち、真核光合成生物の共通の祖先が光合成をおこなう真正細菌や真核生物を細胞内に共生させたことに由来すると考えられている。これについては，下記の「起源」を参照のこと。
葉緑体DNAは，さまざまなタンパク質とともに核様体を作っており、細胞核の染色体と同様、核様体は葉緑体DNAの複製，転写，分配の単位となっている。ただし、ヒストンはない。また、細菌のDNA結合タンパク質として知られるHU, DPSなどのタンパク質も、緑色植物の葉緑体には、基本的には存在しない。代わりに亜硫酸還元酵素がDNA結合タンパク質として機能している。

## 一次共生

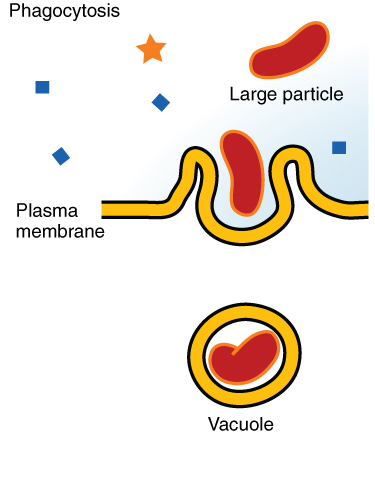
食作用（ファゴサイトーシス）の様子。宿主の真核生物はこのように内部共生体のシアノバクテリアを取り込み、やがてシアノバクテリアは葉緑体になったと考えられている。

真核生物はシアノバクテリアと細胞内共生を果たし、宿主の真核生物と内部共生体であるシアノバクテリアとで、細胞分裂の周期が同調するようになったと考えられている。この共生体が最初期の葉緑体そしてのちの色素体であると考えられている。この細胞内共生を一次共生という。一次共生の時、宿主は食胞によってシアノバクテリアをエンドサイトーシスしたと考えられている。一次共生の後、シアノバクテリアの遺伝子が宿主の核へと移動した。これを遺伝子の水平伝播（遺伝子の水平移動）という。遺伝子の水平伝播後、宿主の核でシアノバクテリア由来の遺伝子とシグナル配列が付加された。これにより、宿主の核の遺伝子によって共生しているシアノバクテリア（のちの葉緑体）を制御するようになったと考えられている。ただし、宿主の核に移動したシアノバクテリアのDNAは一部であり、核だけでは共生しているシアノバクテリアを作ることができない。
なお、以上のような葉緑体における細胞内共生説から着想を得た概念がシンビオジェネシスである。これは、1926年、コンスタンティン・メレシュコフスキー（Konstantin Mereschkowsky）が自著 Symbiogenesis and the Origin of Species で提唱したものとして知られている。

### 包膜の由来
葉緑体にみられる内膜と外膜（あわせて包膜）の起源にはいくつかの説がある。以下はその代表的な説である。
- 食胞によるエンドサイトーシス後、シアノバクテリアを包み込んだ食胞膜は外膜となり、内膜はシアノバクテリア由来であるという説である。以前は主流であった説であり、植物界や藻類が二重膜葉緑体を持つものは、葉緑体を持たない真核生物にシアノバクテリアのような原核藻類が共生したことによってであり、葉緑体のもつ内外異質の二重膜は細胞内共生の根拠であるとされた[4]。現在は非主流である。

- 食胞によるエンドサイトーシス後、シアノバクテリアを包み込んだ食胞膜はただちに消失したという説である。この説では、葉緑体にみられる内膜と外膜はシアノバクテリアにみられる内膜と外膜（細胞壁の一種）に相当するとされる[3]。現在は主流である。

### 内部共生体の同定

葉緑体とシアノバクテリアの比較と類似点

起源となる内部共生体としては、同じ酸素発生を行うシアノバクテリアの一種と考えられている。これはシアノバクテリアがフィコビリソームおよびクロロフィルaをもち、一重のチラコイドを保持していることが根拠である。共生したという説である。現生のシアノバクテリアのどれに近いか、またはそれらの祖先種の近縁種に由来するのかは、まだわかっていない。
ちなみにシアノバクテリアの起源としては、光化学系1と2を供給したものとしてヘリオバクテリアとクロロフレクサスが考えられているが、実際の光化学系1・2とこれらの光合成細菌の光化学系はかなり異なるので、系統的に関連があるということを除けば，構成タンパク質の機能がそのまま対応するわけではない。また，光合成以外の機能に関しては、細胞の起源はわかっていない。なお、シアノバクテリアの酸素発生型光合成能も遺伝子の水平伝播によって獲得されたものであるというのが定説である。

### アーケプラスチダ
シアノバクテリアが細胞内共生を果たした真核生物の一部の系統は緑藻類へと進化した。緑藻類では葉緑体内のチラコイドが多重となり、フィコビリソームが消失している。同化デンプンの貯蔵も可能となった。さらにクロロフィルbを合成するようにもなった。これが進化し、植物になったと考えられている。
また、一部の系統は紅藻類へも進化した。紅藻類では葉緑体内のチラコイドが一重でチラコイドの表面にフィコビリソームが存在する。このことから緑藻類と異なり、紅藻類の葉緑体は共生したシアノバクテリアの構造を受け継いでいると考えられている。
こうして誕生した二重膜をもつ葉緑体と細胞内共生を行う生物を一次植物といい、一次植物が属すスーパーグループをアーケプラスチダという。

## 二次共生
光合成真核生物を従属栄養生物の真核生物がエンドサイトーシスして細胞内共生をはじめる事案がいくつも起きた。この共生を二次共生という。やがて内部共生体である光合成真核生物の核は宿主の核内に移動した。また、共生体の細胞内小器官は消失し、唯一葉緑体は残った。その結果三重ときには四重の包膜をもつ葉緑体がうまれた。
アーケプラスチダの緑藻類の系統と共生したのは、リザリアやエクスカバータに属す真核生物である。リザリアに属す光合成真核生物はクロララクニオン藻類に進化し、エクスカバータに属す光合成真核生物はユーグレナ藻類に進化した。これらは二次共生前後、チラコイドが1～3重になった。
アーケプラスチダの紅藻類の系統と共生したのは、ストラメノパイル、ハクロビアである。これらは二次共生の前後、フィコビリソームを失い、その一方でクロロフィルcを獲得した。また、二次共生の時に宿主の食胞が消えず、葉緑体の包膜は4枚になった。

二次共生によって葉緑体を獲得した生物を二次植物という。

### ヌクレオモルフ
ヌクレオモルフとは、葉緑体内にみられる、取り込まれた藻類の核の名残である。たとえばクロララクニオン藻の葉緑体は、四重の膜に包まれ、外側から二枚目と三枚目の間に、ヌクレオモルフと言われる、核様の構造がある。これに関して内側の二重膜が本来の葉緑体であり、その外の膜はそれを所有していた藻類の細胞膜、最外層がこの藻類自体の細胞膜に由来すると考えられた。この事実から、クロララクニオン藻類に進化した真核生物は、二次共生の時、内部共生体の核内の遺伝情報のみが宿主の核に移動し、核の痕跡（ヌクレオモルフ）が残存したと推測される。同様にハクロビアの真核生物の一部はヌクレオモルフを残した状態で二次共生を続け、今日のハプト藻類になったと考えられている。なお、クロララクニオン藻類は緑藻類の系統の真核生物と二次共生し、ハプト藻類は紅藻類の系統の真核生物と二次共生したと考えられている。

### 二次共生の中間段階

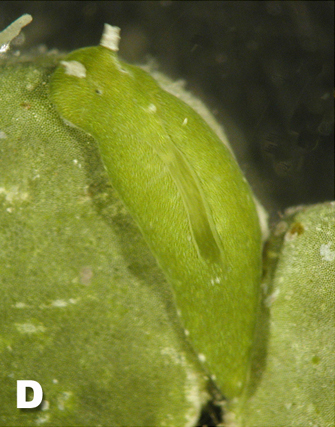
サボテングサ属から葉緑体を取り込むウチワミドリガイ

ハテナは内部に緑藻類を共生させているクリプト藻類の一種であり、自身は葉緑体をもたない単細胞生物である。共生している緑藻類はハテナの細胞分裂と同調して細胞分裂をするわけではなく、緑藻類は一方の細胞にのみ受け継がれる。受け継がれなかった細胞は自身で緑藻類を捕獲して共生する。これは宿主細胞と共生体が細胞周期を同調する前の共生段階であると考えられ、この共生関係が進化し、常に共生体が宿主細胞中に存在し細胞周期を同調するようになった共生関係が、現在の二次共生であると考えられている。
葉緑体は、細胞核遺伝子の産物がなければ機能できないため、葉緑体の培養ができることはない。しかし、葉緑体が細胞から分離した状態でも機能できる証拠として、ウミウシの例がある。ウミウシの仲間の嚢舌類は、海藻の細胞内物質を吸い込むように食べるが、ヒラミルミドリガイなどにおいて、藻類の葉緑体を分解せずに腸管壁の細胞内に取り込む例が知られている。こうして動物細胞に取り込まれた葉緑体は、ここで光合成を行ない、動物細胞にその産物を供給するという。この現象は二次共生の中間段階と考えられており、盗葉緑体現象として知られている。

## 三次共生
二次共生で誕生した真核生物を祖先にもつ、珪藻類、クリプト藻類、ハプト藻類などを、アルベオラータの一種がエンドサイトーシスして細胞内共生をはじめる事案が起きた。この共生を三次共生という。渦鞭毛藻類でみられる。

## 葉緑体の消失
ユーグレナ藻類の祖先は一度紅藻類の系統の真核生物と二次共生をおこし、葉緑体を手に入れた。この紅藻類の系統の真核生物の核の遺伝子がユーグレナ藻類の祖先の核に水平伝播した。その後、葉緑体が消失したと考えられている。こうして誕生したのがフトヒゲムシの仲間である。その後、フトヒゲムシの仲間の一種が今度は緑藻類の系統の真核生物と二次共生をおこし、再び葉緑体を手に入れた。この緑藻類の系統の真核生物の核の遺伝子がフトヒゲムシの仲間の核に水平伝播した。こうして誕生したのがミドリムシである。ミドリムシがこのような進化の経路をたどったとされている根拠は、ミドリムシの核に緑藻類系の遺伝子と紅藻類系の遺伝子が存在していることにある。

## 種類
以下では葉緑体の形態及び進化上の分類群を列挙する。なお、色素体の種類に関しては色素体を参照。

### 一次共生の葉緑体
- 緑藻類及び接合藻類の葉緑体

- 紅藻類の葉緑体

### 二次共生の葉緑体
- 植物及び車軸藻類の葉緑体

単に葉緑体というとこの葉緑体を指す。葉緑体包膜は2枚、チラコイドは多重でグラナ構造をもつ。フィコビリソームやピレノイドをもたない。同化デンプンを貯蔵し、クロロフィルaとクロロフィルbなどの光合成色素をもつ。
- クロララクニオン藻類の葉緑体

- ユーグレナ藻類の葉緑体

- ハプト藻類の葉緑体

- クリプト藻類の葉緑体

- 褐藻類の葉緑体

- 珪藻類の葉緑体

### 三次共生の葉緑体
- 渦鞭毛藻類の葉緑体

クロロフィルaとクロロフィルcをもち、フィコビリソームをもたないがピレノイドをもつ。

### 藻類の葉緑体
上述のように、藻類においては葉緑体の形質は多様である。光合成色素も群によっては異なったものを持っている。比較的共通する形質としては、ピレノイドという構造がある。色素体の中に1-数個ある丸い粒状の構造で、タンパク質性で、光合成産物を貯蔵物質に変えるのに関与しているとされる。緑藻類ではデンプン合成がここで行われる。